# Winch
Een winch (letterlijke vertaling uit het Engels is "lier"), wordt gebruikt voor water- en wintersporten. 
De veelal zelfgebouwde apparaten staan langs de kant van het water en slepen zo de wakeboarder, wakeskater of waterskiër over het water. Het gebruik van een winch wordt "winchen" genoemd.
De basis van een winch is de motor, vaak wordt gebruikgemaakt van replica's van Honda-motoren met een horizontale as. Deze motoren worden doorgaans onder andere gebruikt voor karts, grasmaaiers en waterpompen. De motoren worden geplaatst op een zelf ontworpen en gefabriceerd frame. Via een ketting overbrenging wordt de spoel via de koppeling aangedreven. Op de spoel zit de lijn, lengtes variëren van 100 meter tot zomaar 500 meter.
De reden dat winches worden gemaakt is veelal omdat men geen geld of mogelijkheid heeft om een boot te kopen om achter te boarden. Ook bij wateren waar een trage maximumsnelheid geldt kan een winch gebruikt worden.
De kosten van het bouwen van een winch wegen zeker op tegen het kopen van een boot, voor zo'n 600 tot 700 euro kan men al een winch maken. 